# Kanton Frontignan
Der Kanton Frontignan ist seit 1790 ein französischer Wahlkreis im Arrondissement Montpellier, im Département Hérault und in der Region Okzitanien. Er hat 51.919 Einwohner (Stand: 1. Januar 2022). Vertreter im Generalrat des Départements sind seit 2015 Pierre Bouldoire und Sylvie Pradelle, beide (PS).

## Gemeinden
Der Kanton besteht aus sechs Gemeinden mit insgesamt 46.946 Einwohnern (Stand: 1. Januar 2022) auf einer Gesamtfläche von 92,40 km²:
| Gemeinde          | Einwohner 1. Januar 2022 | Fläche km² | Dichte Einw./km² | Code INSEE | Postleitzahl |
| ----------------- | ------------------------ | ---------- | ---------------- | ---------- | ------------ |
| Balaruc-les-Bains | 7.136                    | 8,66       | 824              | 34023      | 34540        |
| Balaruc-le-Vieux  | 2.749                    | 5,92       | 464              | 34024      | 34540        |
| Frontignan        | 23.788                   | 31,72      | 750              | 34108      | 34110        |
| Gigean            | 6.559                    | 16,56      | 396              | 34113      | 34770        |
| Mireval           | 3.301                    | 11,05      | 299              | 34159      | 34110        |
| Vic-la-Gardiole   | 3.413                    | 18,49      | 185              | 34333      | 34110        |
| Kanton Frontignan | 46.946                   | 92,40      | 508              | 3408       | –            |

Im Zuge des Neuzuschnitts der Kantone in Frankreich 2014/15 blieb die Anzahl der Gemeinden des Kantons zwar gleich, die Gemeinde Villeneuve-lès-Maguelone wurde aber dem Kanton Pignan zugeordnet; dafür kam die Gemeinde Gigean, bisher im Kanton Mèze, neu zum Kanton Frontignan. Sein Zuschnitt entsprach einer Fläche von 98,54 km2. Er besaß vor 2015 den INSEE-Code 3412.